# Roger Spottiswoode
Roger Spottiswoode (Ottawa, 5 gennaio 1945) è un regista e montatore canadese.

## Biografia
Dopo aver esordito come montatore di spot pubblicitari e documentari in Canada, si è trasferito negli Stati Uniti d'America all'inizio degli anni settanta: il suo esordio alla regia è avvenuto nel 1980 con il film Terror Train. Nella sua carriera è stato anche sceneggiatore, ma di due soli film: 48 ore nel 1982 ed Ancora 48 ore nel 1990, entrambi diretti da Walter Hill e interpretati dalla coppia Eddie Murphy e Nick Nolte.

## Filmografia parziale

### Cinema
- Terror Train (1980)
- Sotto tiro (Under Fire) (1983)
- Tempi migliori (The Best of Times) (1986)
- Sulle tracce dell'assassino (Shoot to Kill) (1988)
- Turner e il casinaro (Turner & Hooch) (1989)
- Air America (1990)
- Fermati, o mamma spara (Stop! Or My Mom Will Shoot) (1992)
- Il domani non muore mai (Tomorrow Never Dies) (1997)
- Il sesto giorno (The 6th Day) (2000)
- Spinning Boris (Intrigo a Mosca) (2003)
- Il ritorno di Mr. Ripley (Ripley Under Ground) (2005)
- Shake Hands with the Devil (2007)
- The Children of Huang Shi (2008)
- Il mio amico Nanuk (Midnight Sun), co-diretto con Brando Quilici (2014)
- A spasso con Bob (A Street Cat Named Bob) (2016)

### Televisione
- La banda dei sette (The Renegades) (1982) - serie TV
- Guerra al virus (And the Band Played On) (1993) - film TV
- Hiroshima (1995) - film TV
- La casa dei miei ricordi (The Beach House) (2018) - film TV